# Antonius van der Linde

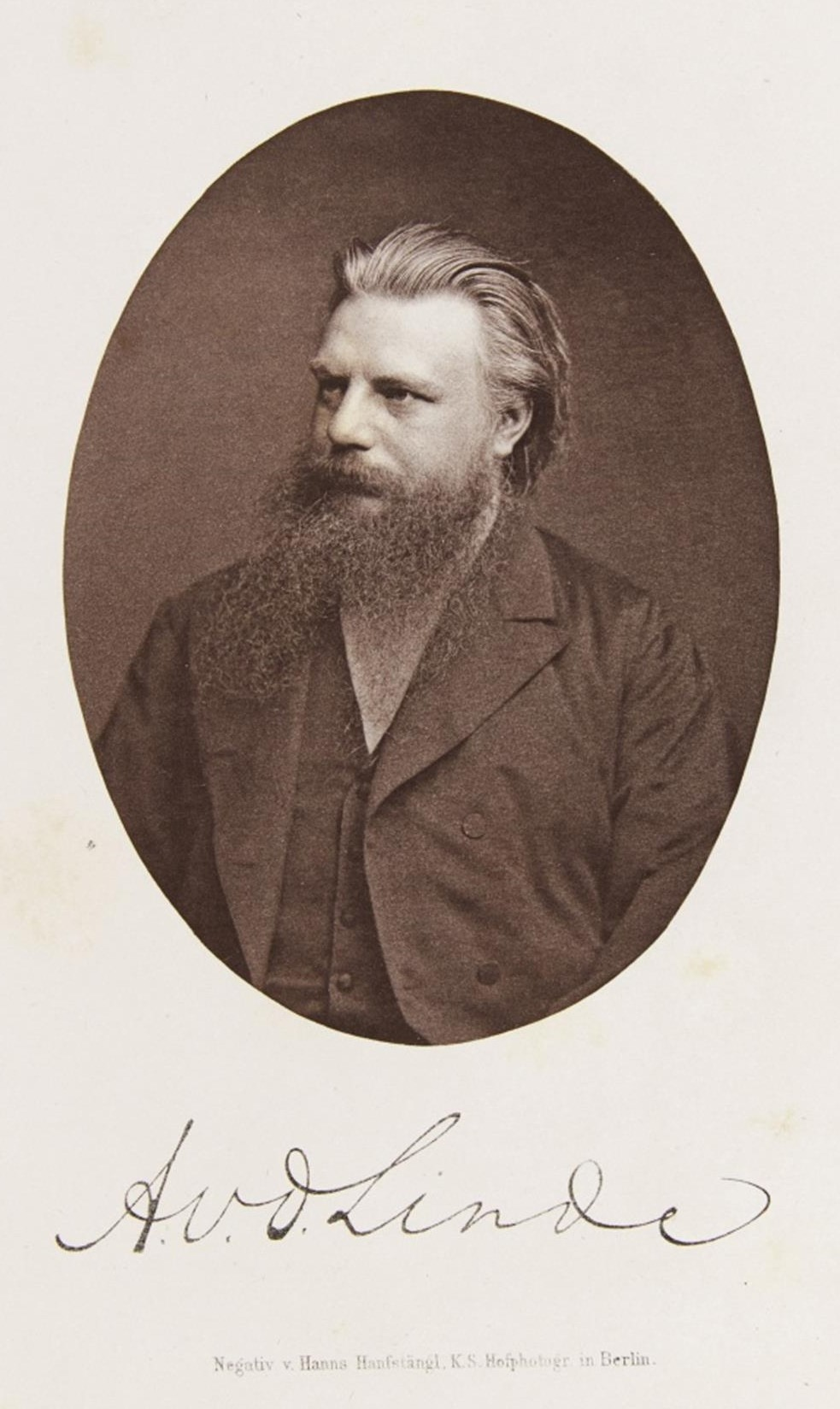
Antonius van der Linde

Antonius van der Linde (* 14. November 1833 in Haarlem; † 12. August 1897 in Wiesbaden) war ein niederländischer Historiker, Bibliothekar, Theologe und Philologe. Er gilt als der erste namhafte Schachhistoriker.

## Leben
Antonius van der Linde wurde als Kind von seiner mennonitischen Mutter auf eine von dieser kirchlichen Organisation betriebene Schule geschickt, wo sich früh bei ihm eine Leidenschaft für Metaphysik und Theologie entwickelte, die ihn zunächst die Laufbahn eines Geistlichen in Amsterdam einschlagen ließ. Doch 1861 schrieb er sich an der Universität Göttingen ein, wo er bereits 1862 mit einer Schrift über Spinoza promovierte.
Er kehrte im gleichen Jahr in die Niederlande zurück und machte sich in Nimwegen ansässig, wo er sich mit Schach näher beschäftigte. Er wurde Mitglied der dortigen Schachzirkel und begann mit ersten Veröffentlichungen zum Schachspiel. 1865 erschien in Nimwegen sein erstes Werk über Schach: De schaakpartijen van Gioachino Greco. Kurze Zeit später spielte er einen Fernschachwettkampf mit dem Berliner Schachmeister Jean Dufresne, den van der Linde 1,5-0,5 gewann.
Van der Linde veröffentlichte 1870 eine Schrift, die ihn in den Niederlanden zu einer unpopulären Person machte. Darin widerlegte er sorgfältig die verbreitete Legende, Laurens Janszoon Coster und nicht Johannes Gutenberg sei der Erfinder des Buchdrucks gewesen. Im Jahr 1871 zog er nach Berlin, um Sanskrit zu lernen. 1874 veröffentlichte er in der deutschen Hauptstadt sein bedeutendstes Werk zum Schach, die Geschichte und Litteratur des Schachspiels. Es gilt selbst heute noch als Standardwerk zur Schachgeschichte und -bibliografie.
Ebenfalls 1874 kehrte van der Linde in sein Heimatland zurück und siedelte sich in Arnheim an. 1875 erschien sein Buch Het Schaakspel in Nederland. Im selben Jahr verlor er durch den Bankrott eines Amsterdamer Bankhauses sein gesamtes, dort angelegtes Vermögen. Van der Linde verkaufte seine Spinoza-Sammlung (166 Bände) ebenso wie seine Schachbuchsammlung (800 Bände und Manuskripte) an die Königliche Bibliothek in Den Haag. Dies wurde zum Grundstock einer der größten Schachbuchsammlungen der Welt („Bibliotheca van der Linde-Niemeijeriana“).
Im Jahr 1876 wurde van der Linde zum Oberbibliothekar der Königlichen Landesbibliothek zu Wiesbaden ernannt. Dies war Ausdruck der Anerkennung für den ausländischen Gelehrten, dem die preußische Kulturverwaltung damit die „äußere Existenz“ erleichterte. In Berlin erschienen 1881 nochmals zwei bedeutende Schriften van der Lindes zum Schach. Die Titel lauteten in Originalschreibweise: Das erste Jartausend[sic] der Schachlitteratur und Quellenstudien zur Geschichte des Schachspiels.
Weil er seiner schriftstellerischen Tätigkeit wegen die Bibliothek vernachlässigt habe, wurde van der Linde wegen „organisatorischer Unfähigkeit“ 1894 in den Ruhestand versetzt. Bereits im Jahr 1883 wurde seine zweite Ehe geschieden. Er starb vereinsamt und in desolaten persönlichen Verhältnissen.

## Urteil der Nachwelt
Der Historiker Walther Peter Fuchs bezeichnete van der Linde als Gelehrten „von ungewöhnlicher Fruchtbarkeit auf so weit auseinanderliegenden Feldern wie Dogmatik, Exegese biblischer Schriften, Kirchen- und Profangeschichte, Philosophie, Zeitkritik, Biographie, Bibliographie, Heraldik und noch einiges mehr, obendrein als Übersetzer von Werken von Spinoza, Ebrard, Schelling und Friedrich Julius Stahl“. Neben den schachhistorischen Werken und der erwähnten Geschichte der Erfindung der Buchdruckkunst von 1886, für die er den Professorentitel erhielt, ist seine gründliche Untersuchung Kaspar Hauser, eine neugeschichtliche Legende zu erwähnen. Sie zeigt aber auch eine Schwäche van der Lindes auf, nämlich seinen Hang zur bissigen Schmährede und zum Zynismus.
Als Schachhistoriker ist seine Bedeutung bis heute unbestritten. Dabei fasste er Schachgeschichte als die Geschichte der auf das Schach bezogenen Literatur auf. Die Auslegungsmethoden, derer er sich bediente, hatte er seinem ursprünglichen Fach, also der theologischen Exegese, entlehnt. Obwohl van der Linde in höchstem Maße der geschichtlichen Wahrheit verpflichtet war, neigte er zu entschiedener Parteinahme und ließ deutsch-nationale Vorurteile erkennen.

## Schriften
- Das erste Jartausend[sic] der Schachlitteratur. Berlin 1881
- De schaakpartijen van Gioachino Greco. Nijmegen 1865
- Geschichte der Erfindung der Buchdruckkunst, 3 Bde., Berlin 1886
- Das Schachspiel des 16. Jahrhunderts. Berlin 1873
- Geschichte und Litteratur des Schachspiels. Erster Band. Julius Springer, Berlin 1874 (Digitalisat). Zweiter Band. Julius Springer, Berlin 1874 (Digitalisat).
- Quellenstudien zur Geschichte des Schachspiels. Berlin 1881
- Het schaakspel in Nederland. 1875
- Kaspar Hauser. Eine neugeschichtliche Legende, 2 Bde., Wiesbaden 1887
- Spinoza. Seine Lehre und deren Nachwirkungen in Holland. Dissertation Universität, Göttingen 1862